# Volkram Anton Scharf
Volkram Anton Scharf, Pseudonym Katsu (* 9. September 1906 in Duisburg; † 10. April 1987) war ein deutscher Kunstmaler und Bildhauer.
Scharf neigte früh zu Literatur, Theater und Musik. Parallel zu seiner kaufmännischen Lehre begann er 1923 eine Ausbildung als Kunstmaler bei Werner Schramm und konnte durch dessen Vermittlung bei Louise Dumont am Düsseldorfer Schauspielhaus als Bühnenbildner und Schauspieler assistieren. Von 1928 bis 1931 studierte er an der Kunstakademie Düsseldorf bei Wilhelm Herberholz und in der Meisterklasse von Heinrich Campendonk. Er war Gastschüler von Heinrich Nauen und bei Karl Buschhüter. Seit 1926 unternahm er etliche Reisen innerhalb Europas, in die USA und in den Fernen Osten. Bekannt ist seine Fußwanderung im Jahr 1927 nach Italien. Auf seinen Reisen entstanden Aquarelle und Zeichnungen.
1933 wurde er von den Nationalsozialisten verhaftet und stand fortan unter Polizeiaufsicht; er erhielt Berufs- und Ausstellungsverbot. 1936 emigrierte Scharf über Belgien nach Amerika und ließ sich zunächst in New York nieder; später lebte er auf einer Farm in den Appalachen. Es folgte eine Weltreise über Indien, Borneo, Manila und Japan nach China, wo er in einem buddhistischen Kloster unter dem Namen Katsu lebte. 1939 kehrte er nach Deutschland zurück und wurde 1940 zum Kriegsdienst eingezogen. In den Kriegswirren wurde sein künstlerisches Werk zum großen Teil zerstört.
Im Jahr 1947 ließ sich Scharf mit seiner Familie in Oestrum nieder, damals ein Stadtteil von Rheinhausen, heute ein Stadtteil Duisburgs. Seitdem lebte und arbeitete er dort und in Rheinhausen, war seit 1948 bis 1980 als Kunsterzieher an der VHS Rheinhausen und an verschiedenen Gymnasien tätig und organisierte Ausstellungen, Konzerte und Vorträge.
Volkram Anton Scharf galt als engagierter und unbequemer Förderer der Duisburger Kultur. 1987 starb Scharf nach schwerer Krankheit. Zu seinem 100. Geburtstag wurden im Duisburger Umland zahlreiche Ausstellungen ihm zu Ehren organisiert.